# HD228112
HD228112 — хімічно пекулярна зоря спектрального класу
A9 й має видиму зоряну величину в смузі V приблизно  8,9.